# Wirswall
Wirswall är en by i civil parish Marbury and District, i distriktet Cheshire East, i Storbritannien. Den ligger i grevskapet Cheshire och riksdelen England, i den södra delen av landet, 240 km nordväst om huvudstaden London. Wirswall var en civil parish 1866–2023 när blev den en del av Marbury and District. Civil parish hade 76 invånare år 2001. Byn nämndes i Domedagsboken (Domesday Book) år 1086, och kallades då Wiresuelle/Wireswelle.